# Es zogen drei Burschen
Es zogen drei Burschen è un film muto del 1928 diretto da Carl Wilhelm.

## Produzione
Il film fu prodotto dalla Domo-Strauß-Film GmbH.

## Distribuzione
Distribuito dalla Strauss Film, il film è segnato con il visto di censura 20 dicembre 1927. Uscì in sala a Berlino il 1º marzo 1928.